# Ceretto Lomellina
Ceretto Lomellina là một đô thị ở tỉnh Pavia trong vùng Lombardia của Ý, có cự ly khoảng 45 km về phía tây nam của Milan và khoảng 40 km về phía tây của Pavia. Tại thời điểm ngày 31 tháng 12 năm 2004, đô thị này có dân số 228 người và diện tích là 7,4 km².
Ceretto Lomellina giáp các đô thị sau: Castello d'Agogna, Castelnovetto, Mortara, Nicorvo, Sant'Angelo Lomellina.